# Johan Daniel Berlin
Johan Daniel Berlin   (Klaipėda, 12 de maig de 1714 - Trondheim, 4 de novembre de 1787), fou un compositor d'origen alemany que restà tota la seva vida a Noruega. També fou organista i fundador de la Det Kongelige Norske Videnskabers Selskab (Reial Societat Noruega de les Ciències i les Lletres). Va modernitzar el monocord (monochordum), i fou organista de la Catedral de Nidaros des de 1841 fins a la seva mort.
Va escriure diverses sonates: Elments de música (1744) i Instrucció per a la tonometria, amb detalls sobre el monocord (Leipzig, 1767).